# Masera
Masera là một đô thị ở tỉnh Verbano-Cusio-Ossola trong vùng Piedmont, có cự ly khoảng 130 km về phía đông bắc của Torino và khoảng 30 km về phía tây bắc của Verbania. Tại thời điểm ngày 31 tháng 12 năm 2004, đô thị này có dân số 1.483 người và diện tích là 20,1 km².
Masera giáp các đô thị: Crevoladossola, Domodossola, Druogno, Montecrestese, Santa Maria Maggiore, Trontano.